# Żełuck
Żełuck (ukr. Желуцьк) – przystanek kolejowy w lasach, w rejonie waraskim, w obwodzie rówieńskim, na Ukrainie. Położony jest na linii Sarny – Kowel, w oddaleniu od skupisk ludzkich. Najbliższą miejscowością jest Żełuck Mały.

## Historia
Przystanek istniał przed II wojną światową. Początkowo nosił nazwę Żołudzk, zmienioną później na Żełuck.